# Aholouyèmè
Aholouyèmè è un arrondissement del Benin situato nella città di Sèmè-Kpodji (dipartimento di Ouémé) con 10.122 abitanti (dato 2006).